# Şerif
Şerif ist ein türkischer männlicher Vorname arabischer Herkunft. Insbesondere als bosnische Form des Vornamens tritt Šerif auf. Die türkische weibliche Form des Namens ist Şerife.

## Namensträger

### Osmanische Zeit
- Halil Şerif Pascha (1831–1879), osmanischer Diplomat und Kunstsammler
- Mehmet Şerif Pascha (1865–1951), osmanischer Politiker
- Şerife Bacı (um 1900–1921), türkische Volksheldin und Märtyrerin

### Männlicher Vorname
- Şerif Gören (1944–2024), türkischer Filmregisseur und Drehbuchautor
- Šerif Konjević (* 1958), bosnischer Sänger
- Şerif Mardin (1927–2017), türkischer Soziologe
- Îsmet Şerîf Wanlî (1924–2011), kurdischer Rechtswissenschaftler und Politiker

### Weiblicher Vorname
- Şerife Oruç, türkische Journalistin

### Künstlername
- Mahzuni Şerif (Şerif Cırık; 1939–2002), türkischer Dichter, Sänger, Komponist und Musiker auf der Saz

## Sonstiges
- Sancak-i Şerif, Reliquie in der Schatzkammer des Topkapı-Palasts in Istanbul